# IC 3987
IC 3987 ist eine elliptische Galaxie vom Hubble-Typ E im Sternbild Jagdhunde am Nordsternhimmel. Sie ist schätzungsweise 468 Millionen Lichtjahre von der Milchstraße entfernt.
Das Objekt wurde am 21. März 1903 von Max Wolf entdeckt.